# Liste der Naturdenkmale in Nidderau
Die Liste der Naturdenkmale in Nidderau nennt die in der Stadt Nidderau im Main-Kinzig-Kreis gelegenen Naturdenkmale.
| Bild                          | Bezeichnung                       | Ortsteil, Lage                            | Beschreibung | Art         | Nr.    |
| ----------------------------- | --------------------------------- | ----------------------------------------- | ------------ | ----------- | ------ |
| BW                            | Dorflinde                         | Eichen 50° 15′ 31″ N, 8° 54′ 21,9″ O      |              |             | 435002 |
| mehr Fotos \| Fotos hochladen | Wartbaum (Linde)                  | Windecken 50° 12′ 49,4″ N, 8° 53′ 26,8″ O |              | Sommerlinde | 435003 |
| BW                            | Eiche an der Nidder               | Eichen 50° 15′ 26,8″ N, 8° 54′ 48,6″ O    |              |             | 435197 |
| BW                            | Ehemaliger Steinbruch im Hainwald | Erbstadt 50° 15′ 37″ N, 8° 51′ 7,5″ O     |              |             | 435205 |

## Belege
1. ↑  
Naturdenkmale im Main-Kinzig-Kreis. (PDF; 74 kB) Umweltbericht MKK. Main-Kinzig-Kreis, August 2015, archiviert vom Original (nicht mehr online verfügbar) am 24. Januar 2016; abgerufen am 22. Januar 2016.

- Karte mit allen Koordinaten:
- OSM |
- WikiMap